# Stictomischus longipetiolus
Stictomischus longipetiolus är en stekelart som beskrevs av Huang 1990. Stictomischus longipetiolus ingår i släktet Stictomischus och familjen puppglanssteklar. Inga underarter finns listade i Catalogue of Life.